# Kemnathermühl
Kemnathermühl ist eine in der Oberpfalz gelegene Einöde, die ein Gemeindeteil von Amberg ist.

## Lage
Der Ort befindet sich in der Region Oberpfälzer Jura und liegt in der nach Gailoh benannten Gemarkung. Kemnathermühl selbst ist einer von 23 Ortsteilen der kreisfreien Stadt Amberg. Kemnathermühl liegt fünf Kilometer von der Ortsmitte der Kernstadt entfernt und acht Kilometer von Sulzbach-Rosenberg.

## Verkehr
Die Kreisstraße AS 1 verläuft einen halben Kilometer nordwestlich des Ortes und die Bundesstraße 299 knapp zwei Kilometer südöstlich davon.

## Kultur und Sehenswürdigkeiten

### Bauwerke
Im Ortsbereich von Kemnathermühl gibt es die denkmalgeschützte Hofkapelle Herz-Jesu.